# Рама (город в Никарагуа)
Ра́ма — муниципалитет и город в Южной части Карибского побережья автономной области Никарагуа.
Расположен вдоль реки Блуфилдс, которая сливается с реками Суми и Рама. Здесь находится важный карибский порт. Население муниципалитета составляет 58 896 человек (оценка 2021 года).

## История
Рама — это старое поселение, название которого происходит от первых поселенцев, коренных карибах рама, когда-то населявших территории нынешних муниципалитетов Блуфилдс и Рама. В отличие от мискито, эта этническая группа не подчинялась британцам и другим европейским нациям с 1633 года. Также этот народ боролся с пиратами и испанскими конкистадорами, которые стремились поработить его во время своих завоеваний.
Муниципалитет усилил своё значение в конце девятнадцатого века, когда американские компании начали добычу древесины, каучука и бананов. Эта экономическая активизация вызвала сильный приток населения из других частей страны, а также граждан китайского происхождения, которые в первую очередь занимались торговлей. Строительство автомагистрали Манагуа-Рама способствовало последовательным волнам миграции крестьян.

## Населённые пункты
Существует в общей сложности 98 сообществ, среди которых можно упомянуть:
- Ла-Эсперанса: в 8 километрах (5,0 миль) к северо-западу от Рамы, на шоссе, ведущем в Манагуа, второй по численности населения и значимости город с населением 3500 жителей.
- Вапи: Расположен в 32 километрах (20 милях) к северо-западу от Рамы, с городским населением 2500 жителей, согласно муниципальной переписи, недостроенных домов более 124.
- Другие незначительные места, но с тенденцией к развитию в виде деревень: Эль-Рекрео, Эль-Колорадо, Эль-Павон, Агуас-Кальентес, Мария-Кристина-Гайтан, Магнолия, Лас-Игуанас, Эль-Педрегаль, Ла-Унион, Эль-Арене, Эль-Кастильо и Сан-Джеронимо.

## Города-побратимы
- Маастрихт, Нидерланды